# Per Anders Sjøvold
Per Anders Sjøvold (Steinkjer, 16 ottobre 1942) è un allenatore di calcio norvegese.

## Carriera
Nel 1984, Sjøvold è stato scelto come tecnico del Vålerengen.
Nel 1985 è diventato allenatore del Drøbak/Frogn, per tre stagioni. Nel 1988 è stato tecnico dello Strømmen, assieme a Dag Vestlund.
Nel 1997 è stato scelto per guidare l'Ullern. Al termine del campionato, la squadra ha conquistato la promozione in 1. divisjon. Dopo questo risultato, Sjøvold ha lasciato l'Ullern.
Nel 1998 è stato ingaggiato come nuovo allenatore del Kongsvinger. Ha lasciato la panchina il 14 agosto dello stesso anno.